# Malborough
Malborough är en by och en civil parish i South Hams i Storbritannien. Den ligger i grevskapet Devon och riksdelen England, i den södra delen av landet, 300 km sydväst om huvudstaden London. Orten har 898 invånare (2001).